# Jenny Harrison
Virginia C. (Jenny) Harrison es una profesora de matemáticas en la Universidad de California en Berkeley.

## Educación y carrera
Harrison creció en Tuscaloosa, Alabama. Se graduó en la Universidad de Alabama, ganó una beca Marshall, que se utiliza para financiar sus estudios de maestría en la Universidad de Warwick. Completó su doctorado allí en 1975, bajo la supervisión de Christopher Zeeman. Hassler Whitney era su asesor postdoctoral en el Institute for Advanced Study, y ella era también una de las Miller Research Fellows en Berkeley. Enseñó en la Universidad de Oxford desde 1978 hasta 1981, antes de regresar a Berkeley como profesora asistente.
En 1986, después de haberle negado la tenencia en Berkeley, Harrison presentó una demanda basada en la discriminación de género. Stephen Smale y Robion Kirby fueron los principales opositores a su mandato de recepción durante el caso, mientras que Morris Hirsch y James Yorke eran sus partidarios más vocales. El asentamiento 1993 condujo a una nueva revisión de su trabajo por un panel de siete matemáticos y profesores de ciencias que la tenencia recomendó por unanimidad como profesora de tiempo completo.

## Contribuciones a la investigación
Harrison se especializa en el análisis geométrico y áreas en la intersección del álgebra, la geometría y la teoría geométrica de la medida. Introdujo y desarrolló con colaboradores una teoría de funciones generalizadas llamada cadenas diferenciales que unifica un cálculo infinitesimal con la teoría clásica de la serie continua suave. Los infinitesimales son constructivas y surgen de los métodos de análisis estándar, en comparación con el análisis no estándar de Abraham Robinson. Los métodos se aplican igualmente bien a los dominios tales como películas de jabón, fractales, las partículas cargadas, y espacios estratificados Whitney, colocándolos en el mismo plano que subvariedades suaves en el cálculo resultante. Los resultados incluyen las generalizaciones y simplificaciones de los teoremas de Stokes, Gauss y Green. Ha sido pionera en aplicaciones de cadenas diferenciales para el cálculo de variaciones, la física y la mecánica del continuo. Su solución al problema de la meseta es la primera prueba de la existencia de una solución al Problema de Plateau para un número finito de curvas de contorno, teniendo en cuenta todas las películas de jabón que surgen en la naturaleza, incluyendo películas orientables no con triples enlaces, así como soluciones de Jesse Douglas, Herbert Federer y Wendell Fleming.
Como estudiante graduada en la Universidad de Warwick, donde Zeeman presentó el Problema de Plateau. Ella encontró un contraejemplo a la conjetura de Seifert en Oxford. En un seminario de Berkeley, en 1983 se propuso la existencia de una teoría general que los une a estos juntos, y la teoría de las cadenas diferenciales comenzó a evolucionar. Jenny Harrison y Harrison Pugh demostraron que el espacio vectorial topológico de cadenas diferenciales satisface una propiedad universal determinada por dos axiomas naturales. Han utilizado la teoría para proporcionar la primera solución universal al problema de Plateau, incluyendo la regularidad de la película de jabón, sobre la base de papel de Harrison. Recientemente, Fried y Seguin han encontrado una amplia generalización al teorema del transporte de Reynolds utilizando los métodos de cadenas diferenciales.

## Premios y becas
- Foundational Questions Institute, premio de investigación de 2009
- Miller Institute, Profesora Miller de 2007
- Universidad Rockefeller, profesora visitante de Investigación, 1996-97
- Universidad Yale, Fundación Nacional para la Ciencia, Académica invitada, 1989-90
- Universidad de Oxford, profesora CUF y Tutorial Fellow, Somerville College, Oxford, 1978-1981
- Miller Institute, Miller Fellow, 1977-1978
- Institute for Advanced Study, profesora visitante, Princeton, 1975-1976